# Acanthocreagris obtusa
Acanthocreagris obtusa är en spindeldjursart som beskrevs av Volker Mahnert 1976. Acanthocreagris obtusa ingår i släktet Acanthocreagris och familjen helplåtklokrypare. Inga underarter finns listade i Catalogue of Life.